# اتلفلد
اتلفلد (انگلیسی: Æthelflæd؛ ح. ۸۷۰ – ۱۲ ژوئن ۹۱۸) ملکهٔ مرسیا بود. از سال ۹۱۱ تا زمان مرگش بر مرسیا در میدلندز انگلیس حکومت کرد. او دختر بزرگ آلفرد کبیر، پادشاه پادشاهی آنگلوساکسون وسکس و همسرش السویت بود.
اتلفلد، دختر آلفرد کبیر در ۱۶ سالگی با اتلرد پادشاه مرسیا ازدواج کرد. پس از بیماری و وخیم شدن وضعیت سلامتی همسرش، اتلفلد به دلیل ساخت‌وسازها و معاهدات و لشکرکشی‌های نظامی شهرت بیشتری پیدا کرد. وقتی اتلرد در حدود سال ۹۱۱ درگذشت، اتلفلد به تنهایی بر مسند پادشاهی نشست. او چندین قلعه و دژ وایکینگ‌ها را تسخیر کرد و حتی یورک، مرکز قلمروی شمالی وایکینگ‌ها اعلام کرد که تسلیم و گوش‌به‌فرمان او خواهد بود اما او ناگهان در سال ۹۱۸ در راه رسیدن به آنجا درگذشت. اتلفلد هرگز دوباره ازدواج نکرد، شاید چون نمی‌خواست همسر جدیدش مهار قدرت قلمروی فرمانروایی او را به دست گیرد. وقتی او درگذشت قدرت به تنها دخترش، الفوین رسید اما چندان دوام نداشت. ادوارد، پسر بزرگ‌تر آلفرد کبیر، به شمال لشکر کشید و خواهرزادهٔ خود را برکنار کرد.